# Mission Tizard
En septembre 1940, pendant la bataille d'Angleterre durant la Seconde Guerre mondiale, une délégation du Royaume-Uni arrive aux États-Unis en mission, à l'instigation d'Henry Tizard, mission connue plus tard sous le nom de mission Tizard. 
Tizard est un scientifique britannique, président de la Commission de la recherche aéronautique, qui a lancé le développement du radar à la suite de la démonstration de Robert Watson-Watt en 1935.

## Objectifs
L'objectif de la mission est d'établir une coopération en science et technologie avec les États-Unis, qui sont neutres et, dans bien des milieux, rétifs à l'idée d'une implication dans la guerre. Les États-Unis ont de plus grandes ressources pour le développement et la production, et la Grande-Bretagne souhaite désespérément les utiliser. Les informations fournies par la délégation britannique, soumises à des procédures de sécurité soigneusement pesées, portent sur certaines des plus grandes avancées de la guerre :
- radar (en particulier le magnétron à cavité, très amélioré) ;
- les détails du moteur à réaction de Frank Whittle ,
- le mémorandum de Frisch et Peierls, qui décrit la faisabilité d'une bombe atomique.

Cependant, bien d'autres documents sont apportés, tels que les projets de fusées, de compresseur mécanique de suralimentation des moteurs, de viseur gyroscopique, de dispositifs de détection sous-marine, et de réservoirs de carburant auto-colmatants.
La Grande-Bretagne s'intéresse particulièrement au viseur de bombardement Norden, mais les précédents essais d'échange de technologie se sont heurtés aux problèmes de réciprocité dans les échanges. Le Congrès américain compte beaucoup de partisans de la neutralité des États-Unis et constitue, donc, une barrière supplémentaire à la coopération. Tizard décide que l'approche la plus productive serait de livrer les informations et d'utiliser les capacités de production de l'Amérique. Ni Winston Churchill, ni l'inventeur du radar Robert Watson-Watt ne sont d'accord au départ sur la tactique de cette mission. Cependant, Tizard commence par envoyer Archibald Hill, un autre membre scientifique de la commission, à Washington pour explorer les possibilités. Le rapport de Hill à Tizard est optimiste.

## Déroulement

### Traversée
À la fin d'août, Tizard va aux États-Unis par avion pour faire des arrangements préliminaires. Le reste de la mission suit par bateau, arrive à Halifax le 6 septembre, puis à Washington quelques jours après. L'équipe de six se rassemble à Washington le 12 septembre 1940. Ce sont :
- Sir Henry Tizard – chef de mission ;
- le général de brigade F.C. Wallace (Armée de terre) ;
- le capitaine de vaisseau H.W. Faulkner (Marine) ;
- le général de brigade aérienne F.L. Pearce (Air) ;
- le professeur John Cockcroft (recherche, Armée de terre) ;
- Dr Edward George 'Taffy' Bowen (radar)[1] ;
- Arthur Edgar Woodward-Nutt, officiel du Ministère de l'Air (secrétaire).

Bowen a eu la permission d'apporter avec lui le « magnétron no 12 ». Après une nuit passée sous le lit de Bowen, il est amarré sur le toit d'un taxi vers la gare. Le porteur qui en est chargé à la gare d'Euston, faisant du zèle, quitte Bowen pour le mettre sur le train de Liverpool, et Bowen manque de perdre de vue la mallette de sûreté métallique recouverte de cuir verni (par opposition, à Liverpool, le magnétron bénéficie d'une véritable escorte militaire). Selon James Phinney Baxter III, l'historien officiel de l'Office of Scientific Research and Development (OSRD) : « Quand les membres de la mission Tizard en apportent un en Amérique en 1940, ils transportent la cargaison la plus précieuse jamais apportée sur nos côtes. » Le magnétron britannique est mille fois plus puissant que le meilleur émetteur américain de l'époque et produit des impulsions précises. Le magnétron permet non seulement de construire des radars assez petits pour être placés à bord de chasseurs de nuit, mais il permet aux avions de repérer les sous-marins, et fournit une grande aide à la navigation des bombardiers. On le considère comme le facteur le plus significatif de la victoire alliée dans la Seconde Guerre mondiale.

### Démonstration du magnétron
Le 31 août 1940, Tizard a rencontré Vannevar Bush, président de la Commission nationale pour la recherche de défense (NDRC), et mis sur pied une suite de rencontres avec chaque division de la NDRC. Quand les Américains et les Britanniques se rencontrent, il y a au début un sondage prudent de part et d'autre, pour éviter de trop en donner sans recevoir quoi que ce soit en échange. Pendant une rencontre à l'instigation du Dr Alfred Loomis (en) le 19 septembre 1940 à l'hôtel Wardman Park, les Britanniques donnent en détail la technique des stations d'alerte précoce Chain Home. Les Britanniques pensent que les Américains n'ont rien de tel, mais ils s'aperçoivent que c'est virtuellement identique au radar CXAM. Les Américains décrivent alors leurs recherches sur les micro-ondes faites par Loomis et Karl Compton au début de 1940. Les Britanniques réalisent que les Laboratoires Bell et General Electric peuvent tous deux contribuer considérablement à la technologie des récepteurs. Les Américains ont montré un radar décimétrique expérimental, mais admettent qu'il n'a pas assez de puissance d'émission, et qu'ils sont dans une impasse. Bowen et Cockroft révèlent alors le magnétron à cavité. Cette révélation dissipe toute tension entre les délégations, et les négociations commencent à se dérouler sans accroc.
Bowen reste en Amérique, et quelques jours plus tard, dans les laboratoires de la General Electric, dans le New Jersey, il montre aux Américains incrédules que le magnétron marche. Le résultat est qu'une « commission des micro-ondes » est mise en place, sous la présidence de Loomis. La compagnie des téléphones Bell est chargée de fabriquer des magnétrons. À la fin d'octobre 1940, elle en a produit 30, et à la fin de l'année plus d'un million. La mission Tizard a provoqué la fondation au Massachusetts Institute of Technology du Radiation Lab, l'un des plus grands projets de la guerre, employant près de 4 000 personnes à son maximum.

### Échanges sur la question nucléaire
La délégation Tizard rend aussi visite à Enrico Fermi à l'université Columbia, et lui parle du mémorandum de Frisch et Peierls sur la bombe atomique. Fermi est hautement sceptique, surtout parce que sa propre recherche est orientée vers l'usage de l'énergie nucléaire pour produire de la vapeur, non des bombes. À Ottawa, la délégation rencontre aussi un Canadien, George Laurence, qui a secrètement construit sa propre expérience sur les neutrons lents (Laurence a devancé Fermi de plusieurs mois).   
Quand ils reviennent en novembre 1940, la délégation rapporte que les recherches sur les neutrons lents menées par les exilés français à Cambridge, à Columbia par Fermi et au Canada par Laurence, sortent probablement du cadre de l'effort de guerre. Mais puisque les chaudières nucléaires pourraient avoir un certain intérêt après la guerre, ils organisent un soutien financier pour les expériences de fission canadiennes. George Laurence sera plus tard impliqué dans les échanges secrets d'information nucléaire entre les Britanniques et les Américains. James Chadwick ne réalise la sérieuse possibilité de la bombe atomique que lorsque Franz Simon rapporte à la Commission MAUD qu'il est possible de séparer l'isotope 235 de l'uranium.

### Moteur à réaction
Tizard a rencontré Vannevar Bush et George W. Lewis (en) et leur a parlé de la propulsion par réacteur, mais il n'a révélé que très peu, à part le sérieux des efforts britanniques. Bush se rappelle plus tard : « Les parties intéressantes du sujet, en particulier la façon explicite de mener la recherche, n'étaient apparemment pas familières à Tizard, ou au moins il ne m'a pas donné la moindre indication qu'il connaissait ces détails. » Plus tard, Bush réalise que le développement du moteur Whittle est bien en avance sur le projet du NACA. En juillet, il écrit au général Henry H. Arnold : « Il devient évident que le moteur Whittle est un développement satisfaisant, et qu'il s'approche de la production, bien que nous ne sachions pas exactement à quel point il donne satisfaction. Certainement, s'il est maintenant à un tel niveau que les plans britanniques prévoient la production à grande échelle dans cinq mois, il est extraordinairement avancé, et nous ne devrions pas perdre de temps pour ce problème. » Bush recommande que l'on s'arrange pour produire le moteur britannique aux États-Unis par le biais d'une compagnie convenable.

## Retombées
La mission est considérée comme l'un des événements cruciaux pour consolider l'alliance anglo-américaine. Mais la Grande-Bretagne est en situation désespérée, et a dû brader par l'accord de Québec signé en 1943 une technologie qui prendra une valeur commerciale immense après la guerre. Le succès principal de la mission a été le radar, mais la mission a ouvert des voies pour la communication sur le développement du moteur à réaction et sur la bombe atomique.
Bien que la mission Tizard soit saluée comme un succès, spécialement sur le radar, il est significatif de constater qu'à son retour à Londres le 8 octobre 1940, Tizard retrouve son poste supprimé.

## Autres liens externes
- (en) Le radar et la mission Tizard (in Radar History, © Buderi, Simon & Schuster, 1996).
- (en) Le développement du radar en Angleterre, par Bowen (in Radar World, 2001).
- (en) Paul Redhead : L'invention du magnétron à cavité et son introduction au Canada et aux États-Unis (in La Physique au Canada, Nov/Dec 2001).

## Source
- (en) Cet article est partiellement ou en totalité issu de l’article de Wikipédia en anglais intitulé « Tizard Mission » (voir la liste des auteurs).